# Esslingen ZH
| ZH ist das Kürzel für den Kanton Zürich in der Schweiz. Es wird verwendet, um Verwechslungen mit anderen Einträgen des Namens Esslingen zu vermeiden. |

Esslingen ist eine Ortschaft in der politischen Gemeinde Egg am Pfannenstiel im Kanton Zürich, rund 15 km südöstlich der Stadt Zürich im Zürcher Oberland. Zu Esslingen gehören die  Ortsteile Oberesslingen und Niederesslingen, Rotblatt und Inner- und Ausservollikon. Esslingen besitzt ein eigenes Wappen aus der Zeit vor der Fusion mit Egg. Sein Mundartname: Esslige.
In Esslingen steht das Alters- und Pflegeheim der Gemeinde Egg, der Loogarten.

## Verkehr
Die Forchbahn (Linie S 18 der S-Bahn Zürich) hat in Esslingen ihre Endstation und verbindet das Dorf direkt mit dem Zentrum von Zürich.

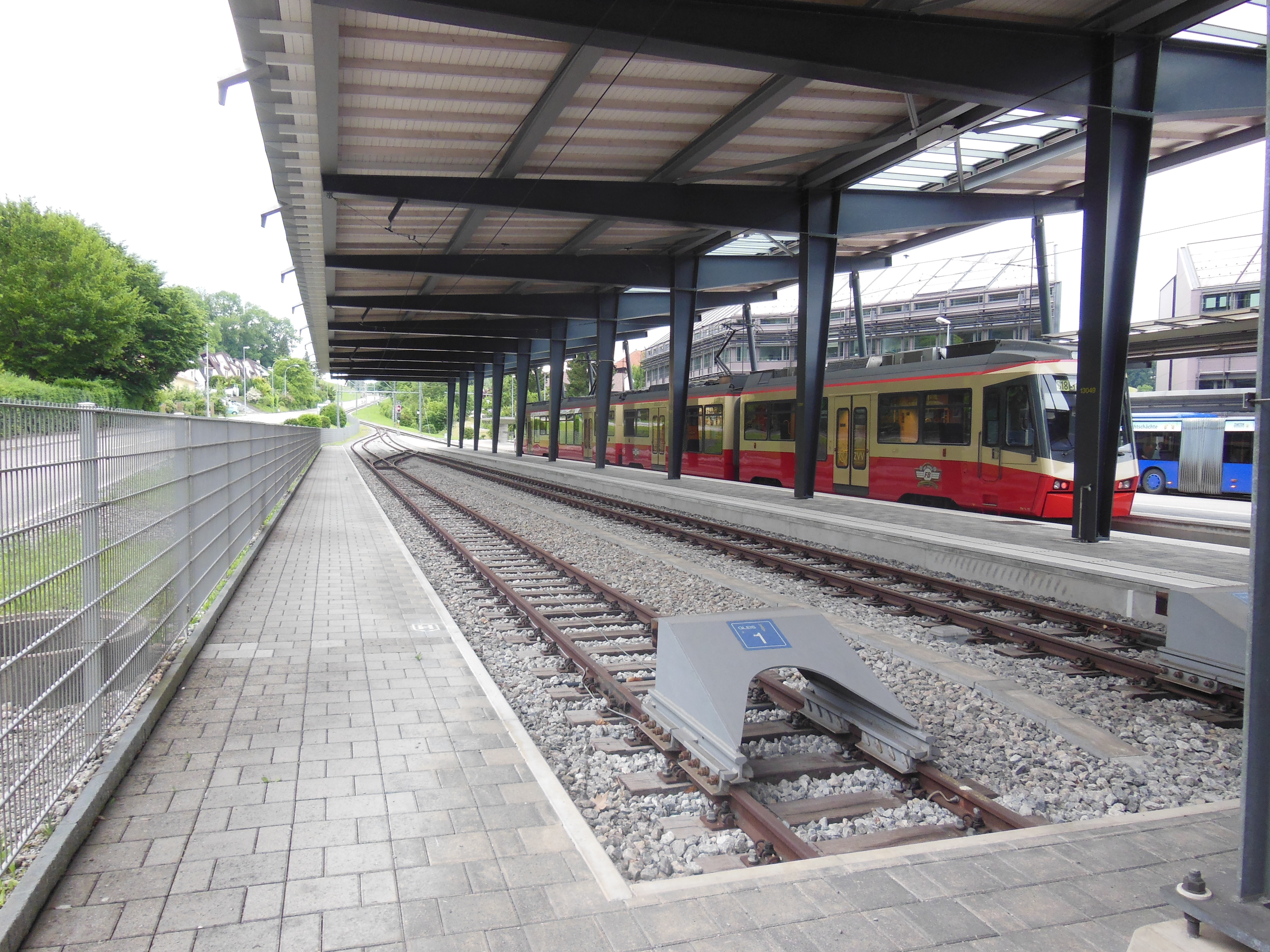
Endstation Forchbahn
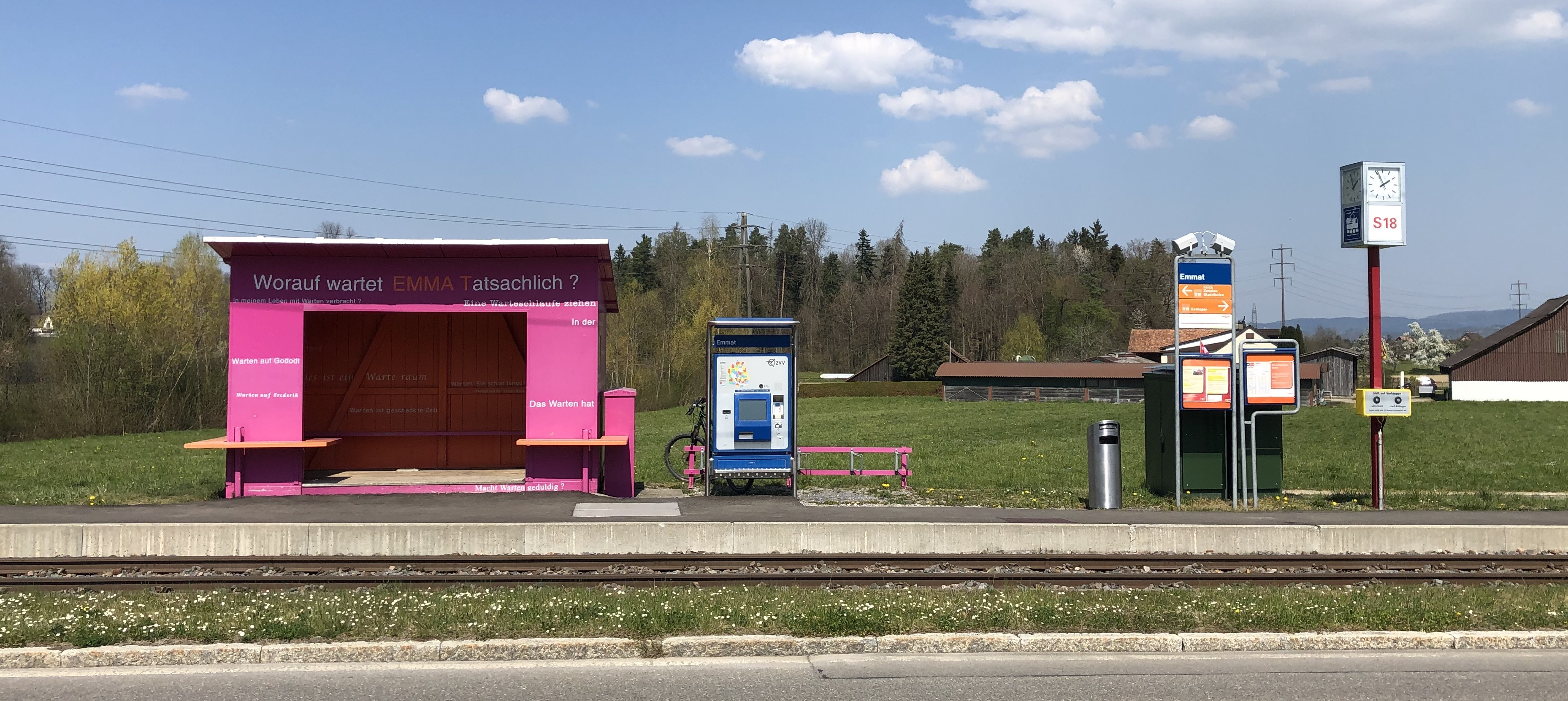
Forchbahnstation Esslingen-Emmat